# Serrat de la Tuta
|  | Aquest article és sobre la serra de Llobera. Per veure l'article de la serra del mateix nom d'El Pont de Bar vegeu Serrat de la Tuta |

El Serrat de la Tuta és una serra situada al municipi de Llobera (Solsonès), amb una elevació màxima de 790,9 metres.